# Benedito-de-testa-amarela
O benedito-de-testa-amarela, bereré, pica-pau-do-mato-virgem ou rididico (nome científico: Melanerpes flavifrons) é uma espécie de ave da família dos pica-paus (picídeos). Pode ser encontrada no extremo nordeste da Argentina, no Brasil e no Paraguai. Seus habitats naturais são tropicais húmidos, florestas subtropicais de várzea e florestas degradadas. De acordo com a União Internacional para a Conservação da Natureza, a situação da espécie é pouco preocupante.

## Etimologia
O nome popular benedito tem provável origem onomatopaica por semelhança fônica dos sons que esse passarinho emite com o antropônimo Benedito. Rididico também tem origem onomatopaica. Bereré, segundo Antenor Nascentes, tem provável origem onomatopaica, mas Castro sugeriu que se originou no fom bajęlę no sentido de barulho.

## Descrição
Este pica-pau se destaca por ser colorido e mede por volta de dezoito centímetros de comprimento. A espécie não apresenta muitas distinções entre os sexos, exceto pela coroa e nuca. Essas regiões são vermelhas nos machos e preta azulada nas fêmeas. Ambos têm um coroa frontal amarela, bochechas, queixo e gargantas amarelos, além de uma larga faixa preta que vai da base do bico, passando pelo olho até a nuca. O preto predomina no mantos e nas asas superiores, enquanto o dorso e a garupa são brancos. A cauda também é preta, mas com algumas barras brancas nas penas externas. O peito é cinzento ou azeitona, a barriga vermelha e os flancos barrados a preto e branco ou preto e amarelo. A íris é preto-azulada e o anel orbital distinto é amarelado ou laranja. O bico é preto e as patas e pés castanho-azeitona. O juvenil é semelhante ao adulto, mas menos brilhante e mais castanho, com menos vermelho na barriga e na coroa.

## Distribuição ehabitat
O benedito-de-testa-amarela é nativo do leste da América do Sul. Sua distribuição inclui o leste e sudeste do Brasil, leste do Paraguai e nordeste da Argentina, em altitudes que vão do nível do mar a cerca de 1 800 metros. É uma espécie residente não migratória e pode ser encontrada em áreas com pouca floresta, matas de galeria, florestas secundárias, palmeiras, pomares, jardins e parques, especialmente em locais onde árvores isoladas são deixadas em pé em uma área desmatada.

## Ecologia
A espécie tem uma dieta mista composta principalmente de bagas e frutos, mas inclui sementes, insetos e suas larvas. A reprodução ocorre entre os meses de janeiro e maio, na maior parte da faixa. Foram observados filhotes sendo alimentados com frutas, e tanto os insetos quanto as frutas às vezes são armazenados para uso posterior. Esta espécie é uma reprodutora cooperativa, com vários pássaros nidificando nas proximidades e alguns atuando como auxiliares não reprodutores.

## Conservação
O benedito-de-testa-amarela tem uma variedade muito ampla e é descrita como uma espécie bastante comum. Embora sua tendência populacional não seja conhecida, sua população total é grande e qualquer diminuição no tamanho é lenta. Por conseguinte, a espécie foi classificada como "pouco preocupante" na Lista Vermelha da União Internacional para a Conservação da Natureza (UICN / IUCN). No Brasil, em 2005, foi classificado como vulnerável na Lista de Espécies da Fauna Ameaçadas do Espírito Santo; em 2010, como vulnerável na Lista de Espécies Ameaçadas de Extinção da Fauna do Estado de Minas Gerais; em 2014, como pouco preocupante no Livro Vermelho da Fauna Ameaçada de Extinção no Estado de São Paulo; e em 2018, como pouco preocupante na Lista Vermelha do Livro Vermelho da Fauna Brasileira Ameaçada de Extinção do Instituto Chico Mendes de Conservação da Biodiversidade (ICMBio).